# Toro Jubilo de Medinaceli
El Toro Jubilo de Medinaceli (Soria) es un festejo popular taurino consistente en la celebración de un toro de fuego. Se celebra durante la noche del sábado más cercano al día 13 de noviembre en la plaza mayor de la localidad. Fue declarado Espectáculo Taurino Tradicional de Interés Turístico de Castilla y León en 2002.

## Origen y Evolución
El Toro de Jubilo es una tipología de toro de fuego. Como tal, según algunos autores, encuentra su origen en las celebraciones realizadas en España hace más de dos milenios y que conmemoran la victoria de los íberos en las guerras púnicas derivadas del uso de toros con fuego como parte del ejército.
Si bien, otros autores consideran que el toro de fuego viene de épocas prerromanas en las que el toro era un animal totémico y participaba en diversos ritos de religiones autóctonas. En este sentido, el fuego en los cuernos de los toros en medio de la noche recordaría a la luminosidad del sol, así como a la purificación mágica.
Respecto al Toro de Júbilo de Medinaceli, la antropóloga norteamericana Elizabeth Chesley Baity estudió y contrastó la semejanza etnográfica que presenta este festejo con diversos rituales parecidos que se practicaban en tribus ya desaparecidas del norte de África, en Grecia o en la India.

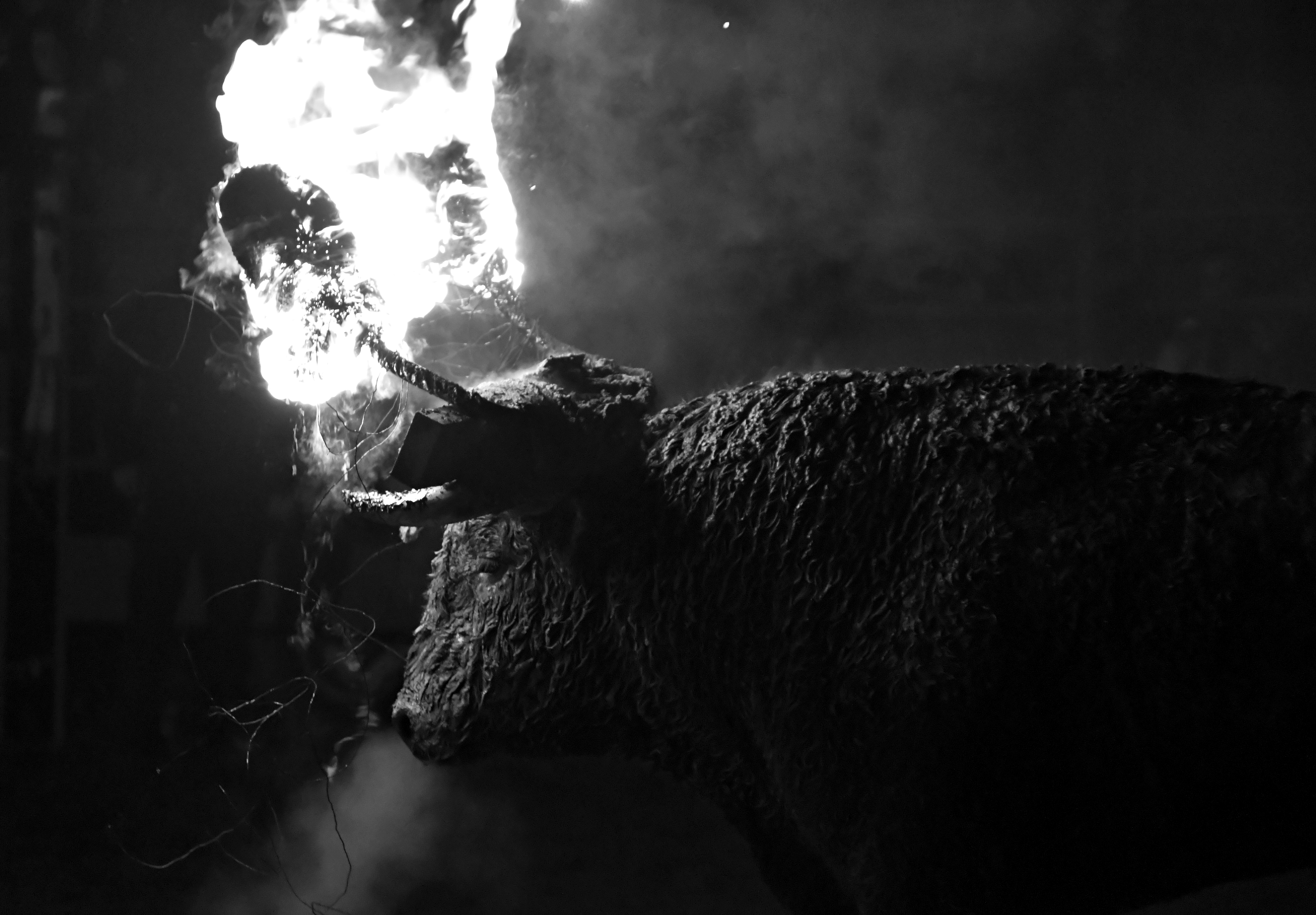
Toro de Jubilo en la plaza (Medinaceli)

Los primeros documentos escritos sobre este festejo explican que esta celebración se realizaba en honor a ilustres visitantes que llegaban a la villa o para celebrar acontecimientos importantes; y así consta en el archivo de los Duques de Medinaceli, donde se constata que la primera vez que se corrió el toro fue el 29 de septiembre de 1559, con la presencia del Rey Felipe II y su tercera esposa, Isabel de Valois. También se encuentran referencias a la organización del festejo para solemnizar la jura de la Constitución española de 1837.
Esta celebración de forma esporádica dura hasta finales del siglo XVIII. A partir de ese momento, se empieza a celebrar de forma ininterrumpida y al menos una vez al año, con motivo de la festividad de los Cuerpos Santos; cinco mártires (Arcadio, Probo, Pascasio, Eutiquiano y Paulilo) cuyos cuerpos, tras haber sufrido martirio en el norte de África, fueron llevados a la villa. A pesar de que sus cuerpos fueron exhumados en 1581, las fiestas en su honor se empezaron a celebrar el 13 de noviembre de 1610.

## Descripción del Festejo
Este festejo popular se celebra siempre la noche del sábado más cercano al 13 de noviembre, fecha en la que se celebra la festividad religiosa en honor a San Arcadio, Eutiquiano, Pascasio, Paulino y Probo; 5 mártires cuyas reliquias fueron llevadas desde el norte de África hasta el municipio sobre un toro que llevaba fuego en sus cuernos, según explica la tradición.
La celebración tienen lugar en la Plaza Mayor del municipio, donde se improvisa un coso taurino. Dentro de la plaza, se encienden cinco hogueras, una por cada uno de los cinco mártires y se prosigue a sacar al toro, con dos cuerdas atadas a sus astas, y a atarlo a un poste de madera que se planta en el centro de la misma.

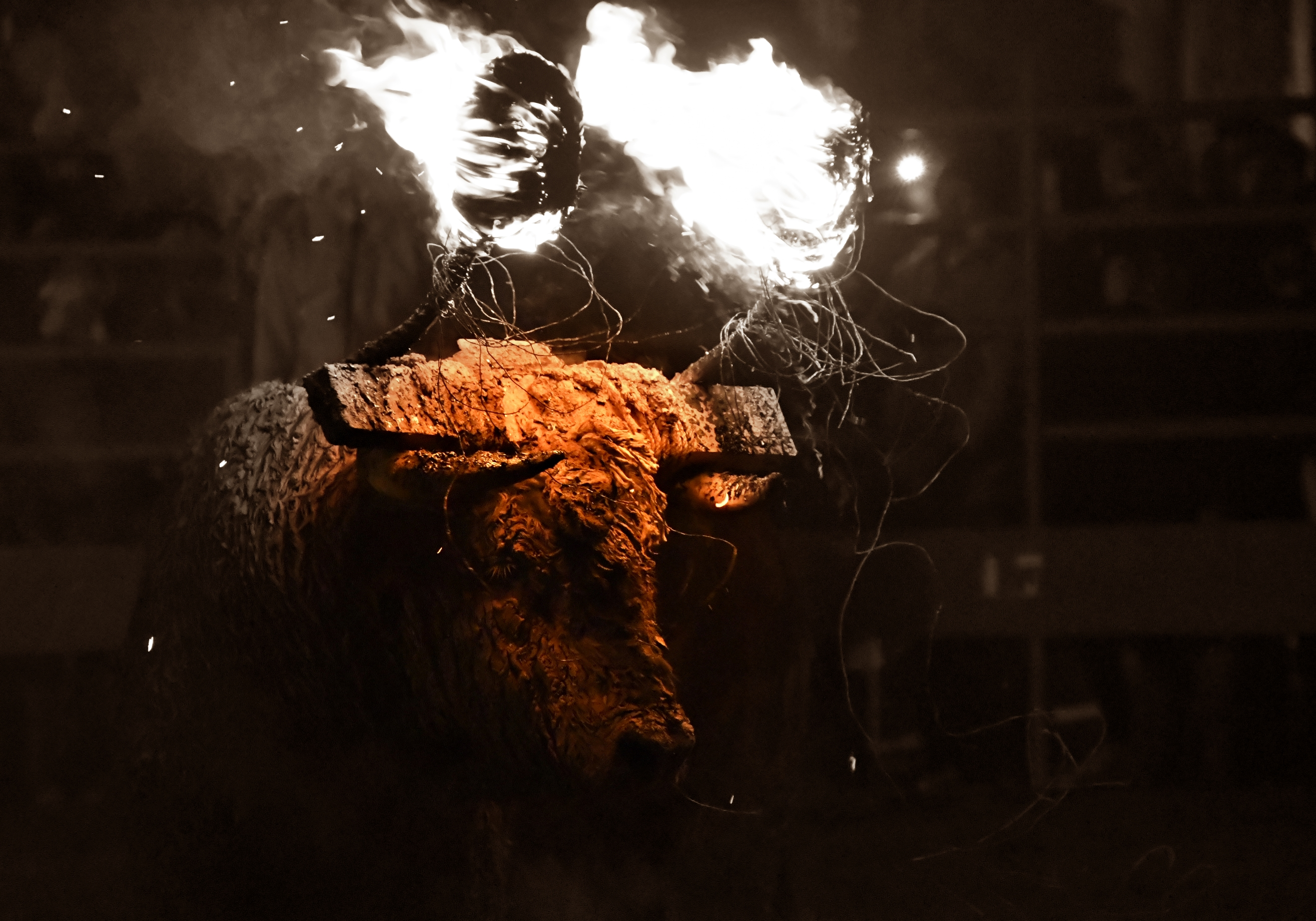
Toro Jubilo de Medinaceli

Acto seguido, se coloca sobre la testuz del toro una tela arpillera humedecida en la que se apoya la "gamella" (estructura metálica en forma de astas donde se fijan las bolas). Con el objetivo de impedir que el fuego llegue a la cara del animal, entre la gamella y las astas se sitúan unas piezas de madera.
Finalizado este proceso, se embarra al toro con una capa espesa de arcilla roja y gomosa de la ladera que baja del Castillo, junto a la ermita del Humilladero. La distribución del barro se realiza de la parte posterior a la parte anterior, con el objetivo de crear una capa encima de la piel del toro que impida que éste reciba ningún tipo de quemaduras ni el calor que genera el fuego.
Terminado el embarrado, se encienden las bolas, que están elaboradas con estopa, aguarrás y azufre, y el grupo se abre, dejando espacio para que se pueda cortar la cuerda y los mozos puedan recortarlo. La primera de las bolas se apaga a la media hora de su encendido, y la segunda a los cincuenta minutos. Una vez apagadas ambas bolas, el toro vuelve al toril y se finaliza el festejo.
Antes y después del festejo, un veterinario examina al animal para certificar que no ha sufrido daños.

## Reconocimientos
- El 18 de septiembre de 2002, la Consejería de Presidencia y Administración Territorial de la junta de Castilla y León emitió una orden por la que se declaró "Espectáculo Taurino Tradicional" de Interés Turístico Regional el «Toro de Júbilo», que se celebra en la localidad de Medinaceli (Soria).[13]